# Laferté-sur-Amance
Laferté-sur-Amance è un comune francese di 116 abitanti situato nel dipartimento dell'Alta Marna nella regione del Grand Est.

## Società

### Evoluzione demografica
Abitanti censiti